# Agassizodontidae
Los agasizodóntidos (Agassizodontidae) son una familia extinta y poco conocida de peces cartilaginosos del orden Eugeneodontiformes. Poseían una espiral de dientes en la sínfisis de la mandíbula inferior, así como aletas pectorales sostenidas por largos radios.